# 삼성게임즈
삼성게임즈(Samsung Games)는 2014년 9월에 설립된 모바일 게임 서비스 및 마케팅 대행 업체이다. 대표이사는 배치규이다. 2015년 8월 상표출원 당시 삼성에서 게임업계에 뛰어드는 것이 아니냐는 추측이 나왔지만 확인 결과 삼성과는 별개의 기업이었다. 2020년 블록체인(Blockchain) 플랫폼(Platform) 및 블록체인 게임(Game)을 준비 중이다.

## 연혁
- 2014년 9월 회사 설립
- 2015년 12월 마이리틀삼국지 서비스 대행
- 2016년 11월 AOS레전드 서비스 대행
- 2017년 2월 무림난투 서비스
- 2018년 9월 신명 마케팅 대행
- 2018년 11월 노른판타지 마케팅 대행
- 2019년 3월 강림: 망령인도자 마케팅 대행
- 2019년 4월 맨트라 마케팅 대행, 각성: 최후의 구원자 마케팅 대행
- 2019년 5월 레전드오브블루문 마케팅 대행
- 2019년 6월 갓수라: 운명을 지배하는자 마케팅 대행
- 2019년 8월 단짠클래시 마케팅 대행
- 2019년 10월 완미세계 마케팅 대행
- 2020년 3월 Miracle Kingdom(Blockchain Game) 출시 준비, GOD Blade(Blockchain Game) 출시 준비

## 페이스북 게임 목록
- Tresure 2048
- Shooting Knife
- Single Dice
- Rock Paper Scissors
- Roulette Throw